# Mieszko (przedsiębiorstwo)
Mieszko S.A. (wcześniej Zakłady Przemysłu Cukierniczego „Mieszko”) – DZIŚ zarządzana przez fundusz litewski. Kiedyś polski producent słodyczy. Działa od 1993 roku, kontynuując tradycję cukiernictwa zakładów Ślązak i Raciborzanka. Od 1997 do 2014 roku spółka notowana była na Giełdzie Papierów Wartościowych w Warszawie.
Firma produkuje m.in. Michaszki i Zozole, a także bombonierki Cherrissimo, Amoretta, Magnifique i Chocoladorro.
Słodycze produkowane są w:
- Zakładzie Produkcyjnym nr 1 w Raciborzu – Racibórz 47-400, ul. Starowiejska 75
- Zakładzie Produkcyjnym nr 2 w Raciborzu – Racibórz 47-400, ul. Opawska 172

Po przejęciu spółki przez Bisantio Investments i przymusowym wykupie akcji od drobnych akcjonariuszy, spółka został wykluczona z obrotu giełdowego z dniem 31 grudnia 2014 roku.
Produkty popularne są również poza granicami Polski, firma sprzedaje słodycze w ponad 60 krajach świata.